# Ibn ʿAqīl
Ibn ʿAqīl Abū al-Wafāʾ ʿAlī ibn ʿAqīl ibn Muḥammad ibn ʿAqīl ibn Aḥmad al-Baghdādī al-Ẓafarī (Arabisch: أبو الوفاء علي ﺍبن عقيل ﺍبن محمد ﺍبن عقيل; Bagdad, februari-maart 1040 – aldaar, 1119) was een Arabisch theoloog en jurist van de hanbalitische school. Ondanks zijn vrij moderne opvattingen heeft hij nooit gebroken met zijn conservatieve collega's.

## Levensloop
Ibn ʿAqīl studeerde bij twintig leraren, waarvan er maar twee tot de hanbalitische madhhab behoorden. Bij een van hen, de qāḍī Abū Yaʿlā ibn al-Farrāʾ († 1066), studeerde hij ongeveer elf jaar.
Vóór zijn definitieve toetreding tot het hanbalisme, frequenteerde Ibn ʿAqīl moetazilitische kringen. Hij gaf blijk van interesse in hun ideeën over kalām en van sympathie voor het gedachtegoed van de soefi al-Ḥallāj, wat hem op terechtwijzingen van de moetazilieten kwam te staan. Met een hanbalitische fractie had hij een conflict over zijn contacten met andersdenkenden. Hierdoor leefde hij van 1068 tot 1072 semi-clandestien in Bagdad, beschermd door vrienden. Op 24 september 1072 zwoer hij in de moskee van sjarief Abu Jaʿfar publiek openlijk alle moetazilitische en halladjiaanse denkbeelden af. Dit stelde een einde aan zijn vervolging, al bleef de verdenking op hem rusten dat hij zich bediend had van taqiyya.
Van zijn geschriften over sharīʿa en fiqh zijn ons overgeleverd de Kitāb al-wāḍiḥ fī uṣūl al-fiqh (een driedelig werk waarin verregaande parallellen met Aquino's Summa theologiae zijn vastgesteld). Voorts ook delen van de volumineuze Kitāb al-funūn (notities die 200 of zelfs 800 deeltjes besloegen) en de Kitāb al-jadal (een boekje over dialectiek). Hij schreef ook verloren gegane boeken over theologische en traditionele thema's.
Ondanks de kritiek die hij ontmoette, lieten zijn ideeën invloed gelden, met name op Ibn al-Jawzī.

## Gedachtegoed
Het recht was voor Ibn ʿAqīl een normatieve kwestie, weliswaar niet onttrokken aan de rede of aan zintuiglijke ervaring, maar waarvan de morele inhoud in de finale analyse teruggaat op God. Hij verzette zich tegen degenen die dachten dat het individu bron van normatieve kennis kon zijn. Wel meende hij dat menselijke redeneringen en ervaringen gezag konden hebben doordat ze zelf het product zijn van Gods creatieve wil.

## Uitgaven
- Le livre de la dialectique d'Ibn Aqil / ﻟﻌﻠﻲ ﺑﻦ ﻋﻘﻴﻞ ﺑﻦ ﻣﺤﻤﺪ ﺑﻦ ﻋﻘﻴﻞ, uitgegeven door George Makdisi, in: Bulletin d'études orientales, vol. 20, 1967, p. 119-124, 126-204, 206
- The Notebooks of Ibn 'Aqil. Kitab al Funun, uitgegeven door George Makdisi, 2 dln., Beiroet, 1970-71
- Ibn 'Aqil: Al-Wadih fi usul al-fiqh, Arabische uitgave met Engelse inleiding door George Makdisi, 3 dln., 1996-2002